# Barbarinac
Barbarinac je majhen nenaseljen otok v Jadranskem morju, ki pripada Hrvaški.
Otok se nahaja v Kaštelanskem zalivu, nekaj sto metrov južno od Sv. Kaje. Od obale je oddaljen dvesto metrov. S površino 6.278 m2 je največji otok v Kaštelanskem zalivu in tudi najlepši. V najdaljšem delu je dolg 125 metrov, v najširšem delu pa 70 metrov.
Ima status kamnitih otokov. Ime je otok dobil po metologiji Ministrstva za regionalni razvoj Republike Hrvaške.